# Shun'e
Shun'e (俊恵, 1113 - 1191?) est un poète et moine bouddhiste des dernières années de l'époque de Heian et dont le père est le poète Minamoto no Toshiyori. 
Après la mort de son père en 1129, il se retire comme moine au temple Tōdai-ji où il est connu sous le nom de Shun'e Hoshi (俊恵法師). Il utilise le nom d'artiste Karin'en (歌林苑) et rencontre plusieurs poètes tels que Fujiwara no Kiyosuke, Minamoto no Yorimasa et Inpu Mon In no Daifu, entre autres. Il participe activement à de nombreux utaawase (concours de poésie waka), aux festivals de poésie et aux cercles poétiques.
Quelques-uns de ses poèmes waka sont inclus dans l'anthologie impériale Shika Wakashū. Il compile les anthologies Kaenshō (歌苑抄) et Karinshō (歌林抄), et recueille ses poèmes dans une collection personnelle intitulée Rinba Wakashū (林葉和歌集). Un de ses poèmes est inclus dans l'anthologie Ogura Hyakunin Isshu.